# Yuck (album)
| Đánh giá chuyên môn  | Đánh giá chuyên môn |
| Điểm trung bình      | Điểm trung bình     |
| Nguồn                | Đánh giá            |
| -------------------- | ------------------- |
| Metacritic           | 81/100              |
| Nguồn đánh giá       |                     |
| Nguồn                | Đánh giá            |
| Allmusic             | [ 8 ]               |
| BBC Music            | (favorable)         |
| Consequence of Sound | [ 1 ]               |
| NME                  | (8/10)              |
| No Ripcord           | (7/10)              |
| Pitchfork            | (8.1/10)            |
| Robert Christgau     | (A-)                |
| Sputnikmusic         | [ 14 ]              |
| The Guardian         | [ 15 ]              |
| Rolling Stone        | [ 16 ]              |

Yuck là album phòng thu đầu tay của ban nhạc indie rock người Anh Yuck. Album được phát hành bằng cả CD và tại kỹ thuật số ngày 15 tháng 2 năm 2011 bởi hãng đĩa Fat Possum Records tại Hoa Kỳ và 21 tháng 2 năm 2011 bởi hãng đĩa Mercury Records tại Vương quốc Anh.

## Bối cảnh
Được thành lập bởi Daniel Blumberg và Max Bloom, bộ đôi bắt đầu viết nhạc cho Yuck sau khi rời Cajun Dance Party năm 2008. Sau khi đã phát hành hai đĩa đơn trên đĩa nhựa ("Rubber", và "Georgia") vào năm 2010, và bổ sung Jonny Rogoff (trống) và Mariko Doi (bass) (người cũng vừa rời nhóm Levelload), Yuck bắt đầu thu âm album đầu tay của họ vào màu hề năm đó.
Yuck phát hành đĩa đơn chính thức đầu tiên, "Holing Out", để quảng bá cho album ngày 20 tháng 2 năm 2011.

## Danh sách bài hát
Tất cả bài hát được sáng tác và soạn bởi Daniel Blumberg & Max Bloom, trừ bài thứ 9 và 11 soạn bởi Max Bloom.
Ngày 11 tháng 10, Fat Possum phát hành phiên bản đặc biệt cho album đầu tay của Yuck. Phiên bản đặc biệt này cho một CD / LP thứ hai gồm 6 bài hát mặt B.
| STT | Nhan đề              | Thời lượng |
| --- | -------------------- | ---------- |
| 1.  | "Get Away"           | 3:35       |
| 2.  | "The Wall"           | 3:57       |
| 3.  | "Shook Down"         | 3:27       |
| 4.  | "Holing Out"         | 4:10       |
| 5.  | "Suicide Policeman"  | 3:15       |
| 6.  | "Georgia"            | 3:36       |
| 7.  | "Suck"               | 4:19       |
| 8.  | "Stutter"            | 3:42       |
| 9.  | "Operation"          | 3:47       |
| 10. | "Sunday"             | 4:23       |
| 11. | "Rose Gives A Lilly" | 4:06       |
| 12. | "Rubber"             | 7:14       |

| iTunes bonus Tracks | iTunes bonus Tracks | iTunes bonus Tracks |
| STT                 | Nhan đề             | Thời lượng          |
| ------------------- | ------------------- | ------------------- |
| 13.                 | "Dark Magnet"       | 5:02                |
| 14.                 | "Cousin Corona"     | 4:30                |

| Japanese edition bonus tracks | Japanese edition bonus tracks     | Japanese edition bonus tracks |
| STT                           | Nhan đề                           | Thời lượng                    |
| ----------------------------- | --------------------------------- | ----------------------------- |
| 13.                           | "Milkshake"                       |                               |
| 14.                           | "Soothe Me"                       |                               |
| 15.                           | "The Base of a Dream Is Empty"    |                               |
| 16.                           | "Natsu Nandesu" (Happy End cover) |                               |
| 17.                           | "Coconut Bible"                   |                               |
| 18.                           | "Doctors in My Bed"               |                               |

| Deluxe edition bonus disc | Deluxe edition bonus disc      | Deluxe edition bonus disc |
| STT                       | Nhan đề                        | Thời lượng                |
| ------------------------- | ------------------------------ | ------------------------- |
| 1.                        | "The Base of a Dream Is Empty" | 3:26                      |
| 2.                        | "Milkshake"                    | 4:06                      |
| 3.                        | "Coconut Bible"                | 4:52                      |
| 4.                        | "Cousin Corona"                | 4:30                      |
| 5.                        | "Doctors in My Bed"            | 3:40                      |
| 6.                        | "Soothe Me"                    | 3:57                      |

## Thành phần tham gia
- Daniel Blumberg – Hát chính, Guitar
- Max Bloom – Lead Guitar, hát chính (bài hát thứ 9)
- Mariko Doi – Bass
- Jonny Rogoff – Trống
- Ilana Blumberg – Hát nền